# Trois souvenirs de ma jeunesse
Trois souvenirs de ma jeunesse és una pel·lícula francesa d'Arnaud Desplechin estrenada el 2015. És una preqüela de la pel·lícula Comment je me suis disputé... (ma vie sexuelle)  estrenada prop de vint anys abans. Estrenada a l'Estat espanyol amb el títol Tres recuerdos de mi juventud
La pel·lícula va ser nominada en onze categories – primera pel·lícula en nominacions múltiples – en els Cèsar 2016, en què Arnaud Desplechin va rebre el seu primer César a la millor direcció.

## Argument
Un antropòleg d'una quarantena d'anys, Paul Dédalus, que torna a França després de diversos anys d'absència, rememora escenes de la seva joventut: alguns records de família de la infantesa, a Roubaix, un record de adolescència en un viatge a la URSS, en què va donar el seu passaport a un jove jueu que somiava fugir del país, i la seva història d'amor, encara jove, amb l'Esther, una noia de l'institut de Roubaix.

## Projecte i realització
En el càsting, l'anunci cercant una actriu per al personatge d'Esther la descriu com 
| « | arrogant, voluptuosa. No té pèls a la llengua i una bona assegurança. | » |

El rodatge va començar durant l'estiu de 2014 principalment a Roubaix i en la regió de Lilla així com a París, i va seguir fins al començament del mes de novembre amb les últimes escenes rodades a Sant-Germain-en-Laye. Les parts que es desenvolupaven a Belarús i al Tadjikistan van ser rodades amb un equip reduït en els països mateixos el mes de setembre 2014.
Titulada durant molt de temps Nos Arcadies i subtitulada Tres records de joventut, la pel·lícula adquireix finalment el seu títol definitiu d'explotació en sales, Trois souvenirs de ma jeunesse, al començament de l'any 2015 i és anunciada com a potencial seleccionada pel festival de Canes. Finalment la pel·lícula va ser seleccionada per a la Quinzena dels Directors, presentada el 15 de maig de 2015.

## Rebuda crítica
En la seva projecció a Canes, la pel·lícula és ben acollida: el periòdic Libération observa l'exactitud amb la qual Arnaud Desplechin passa comptes amb l'adolescència, 
| « | un fantasia en la qual hauria adorat viure | » |

 amb l'episodi dels diners lliurats als jueus de la URSS i amb el lliurament del passaport de Paul.

## Premis i nominacions

### Premis
| Any  | Cerimònia o recompensa                       | Premi                                    | Premiat           |
| ---- | -------------------------------------------- | ---------------------------------------- | ----------------- |
| 2015 | Festival de Canes 2015                       | Premi SACD de la Quinzena dels Directors |                   |
| 2015 | Festival de la pel·lícula de Cabourg         | Millor director                          | Arnaud Desplechin |
| 2015 | Premi dels auditors de la Masque et la Plume | Millor pel·lícula francesa de l'any      |                   |
| 2016 | Premi Lumières                               | Millor director                          | Arnaud Desplechin |
| 2016 | Premi Lumières                               | Millor música                            | Grégoire Hetzel   |
| 2016 | Cèsar del cinema                             | Millor director                          | Arnaud Desplechin |

### Nominacions
| Any  | Cerimònia o recompensa | Premi                      | Nominacions                                        |
| ---- | ---------------------- | -------------------------- | -------------------------------------------------- |
| 2016 | Cèsar del cinema       | Millor pel·lícula          |                                                    |
| 2016 | Cèsar del cinema       | Millor esperança masculina | Quentin Dolmaire                                   |
| 2016 | Cèsar del cinema       | Millor esperança femenina  | Lou Roy-Lecollinet                                 |
| 2016 | Cèsar del cinema       | Millor guió                | Arnaud Desplechin i Julie Peyr                     |
| 2016 | Cèsar del cinema       | Millor fotografia          | Irina Lubtchansky                                  |
| 2016 | Cèsar del cinema       | Millor muntatge            | Laurence Briaud                                    |
| 2016 | Cèsar del cinema       | Millor so                  | Nicolas Cantin, Sylvain Malbrant,Stéphane Thiébaut |
| 2016 | Cèsar del cinema       | Millor decoració           | Toma Baquéni                                       |
| 2016 | Cèsar del cinema       | millor vestuari            | Nathalie Raoul                                     |
| 2016 | Cèsar del cinema       | Millor música              | Grégoire Hetzel                                    |
| 2016 | Premi Lumières         | Millor pel·lícula          |                                                    |
| 2016 | Premi Lumières         | Millor esperança masculina | Quentin Dolmaire                                   |
| 2016 | Premi Lumières         | Millor esperança femenina  | Lou Roy-Lecollinet                                 |
| 2016 | Premi Lumières         | Millor guió                | Arnaud Desplechin i Julie Peyr                     |
| 2016 | Premi Lumières         | Millor fotografia          | Irina Lubtchansky                                  |